# 独立行政法人国民生活センター法
独立行政法人国民生活センター法（どくりつぎょうせいほうじんこくみんせいかつセンターほう、平成14年12月4日法律第123号）は、独立行政法人国民生活センターの名称、目的、業務の範囲等に関する事項に関する法律である。
法令番号は平成14年法律第123号、2002年（平成14年）12月4日に公布された。原則として消費者庁地方協力課が所管するが、センターに適用される独立行政法人評価制度についてのみ、総務省行政管理局企画調整課および管理官室の専管となる。

## 構成
- 第一章 総則（第1条 - 第5条）
- 第二章 役員及び職員（第6条 - 第9条）
- 第三章 業務
  - 第一節 業務の範囲（第10条）
  - 第二節 重要消費者紛争解決手続
    - 第一款 紛争解決委員会（第11条 - 第18条）
    - 第二款 和解の仲介 
      - 第一目 手続（第19条 - 第26条）
      - 第二目 和解仲介手続の利用に係る特例（第27条・第28条）

    - 第三款 仲裁（第29条 - 第33条）
    - 第四款 雑則（第34条 - 第39条）

  - 第三節 消費者紛争に関するセンターのその他の業務（第40条 - 第42条）
- 第四章 利益及び損失の処理の特例等（第43条）
- 第五章 雑則（第44条 - 第46条）
- 第六章 罰則（第47条 - 第49条）
- 附則